# Nyhavna
Nyhavna er et havneområde i Trondheim, mellem Nidelven i vest, Lademoen i øst, Ladehammeren i nord og Nedre Elvehavn i syd. Havneområdet på Brattøra ligger på anden side af Nidelven, som løber mellem Nyhavna og Brattøra.
I 1912 blev det udarbejdet en ny havneplan for Trondheim. Havnevæsnet udbyggede Lade mole fra Pir II, og Kullkranpiren blev indrammet. Dette område, mellem Nidelven og Ladehammeren, fik navnet Nyhavna.
Under anden verdenskrig, blev de to tyske ubådsbunkere Dora 1 og Dora 2 bygget i Nyhavna. Dora 1 stod færdig i sommeren 1943, mens Dora 2 aldrig blev færdiggjort. Dora 1 blev senere ombygget til lager- og kontorbygning, Dora 2 blev efter krigen overladt til Trondheim havn. I 1943 blev Dora bombet af amerikanske fly. Dora blev stort set ikke skadet, men bygninger i resten af området i Nyhavna blev hårdt skadet under angrebet.